# کوواوز کرک
کوواوز کرک (انگلیسی: Quavas Kirk؛ زادهٔ ۱۳ آوریل ۱۹۸۸) بازیکن فوتبال اهل ایالات متحده آمریکا است.

## فعالیت ورزشی

### باشگاهی
از باشگاه‌هایی که در آن بازی کرده‌است می‌توان به پورتلند تیمبرز، باشگاه فوتبال دی‌سی یونایتد، و باشگاه فوتبال لس آنجلس گلکسی اشاره کرد.

### ملی
وی همچنین در تیم ملی فوتبال United States U17 بازی کرده‌است.